# Isanthrene flavizonata
Isanthrene flavizonata là một loài bướm đêm thuộc phân họ Arctiinae, họ Erebidae.